# Olenecamptus sandacanus
Olenecamptus sandacanus är en skalbaggsart som beskrevs av Heller 1923. Olenecamptus sandacanus ingår i släktet Olenecamptus och familjen långhorningar. Inga underarter finns listade i Catalogue of Life.